# Gallina rossa di Calabria
La gallina rossa di Calabria era una razza italiana di pollo, caratterizzata dal piumaggio rosso, un tempo molto diffusa in Calabria e oggi estinta.

## Descrizione
Si trattava di una razza omeosoma mediterranea, dal corpo leggero e snello, dotato di un bel piumaggio aderente di colore rosso molto probabilmente la sua progenitrice era una razza simile o la catalana del prat. Era caratterizzata morfologicamente da forma slanciata, pelle e tarsi gialli, orecchioni bianchi, cresta semplice ben sviluppata di color rosso come i bargigli, iride dell'occhio color rosso-arancio. I pregi economici delle galline rosse erano rappresentati dalla fecondità (molto alta e precoce) e dall'essere buone covatrici. A causa della mole snella e leggera, il periodo fertile durava più a lungo di quello delle galline più pesanti e di carattere tranquillo. Il comportamento, soprattutto dei maschi, era infatti piuttosto aggressivo e nervoso anche verso i padroni.
La gallina rossa di Calabria era in grado di volare, un carattere selezionato dalla necessità di difesa da eventuali predatori, presenti in passato nelle zone boscose e collinari della Calabria, come il lupo, gli uccelli rapaci o il gatto selvatico. La diffusione di questa popolazione avicola a livello regionale si ebbe grazie all'opera del Pollaio Provinciale di Catanzaro che la selezionò e la diffuse attorno agli anni trenta. Oggi questa razza di polli non esiste più, anche se non si esclude il possibile ritrovamento di qualche esemplare. La principale causa dell'estinzione fu l'introduzione in Calabria di ibridi cosmopoliti da carne (broilers) che, rispetto alla gallina autoctona, erano di taglia più grande, avevano una maggiore resa in carne o uova ed erano controllabili più facilmente per la lentezza e l'incapacità al volo.